# بوركو روسو
بوركو روسو (باليابانية: (紅の豚, كوريناي نو بوتا) و(بالإنجليزية: Porco Rosso)‏ فيلم رسوم متحركة ياباني (أنمي) أنتج عام 1992 من إخراج هاياو ميازاكي فيما قام بتنفيذ الرسوم الكرتونية إستديو جيبلي.
تدور أحداث القصة حول «بوركو روسو» أو الخنزير القرمزي، وهو طيار ماهر في فترة بداية صعود الفاشية في إيطاليا مسخ خنزيرا بعد أن عاد من الموت في الحرب. بين كبريائه كطيار وكرهه للقتل والحرب وللفاشية وحبه المكبوت للمغنية جينا تدور أحداث الفيلم.
أصدرت له مانغا في 2011 من اعداد ميازاكي بها تتمة القصة مع البطل وقد هرم.
هذا العمل كان في الأصل منتجا ليعرض في الخطوط الجوية اليابانية، وهناك ترجمة نصية عربية في 1990 حصرية للطائرات فقط بعنوان «الخنزير القرمزي» لم تعرض في أية قناة عربية شأنها شأن اللغات الأخرى التي ترجم لها الفيلم للطائرات (ما استدعى إعادة ترجمة الفيلم لتلك الدول). ويمكن ملاحظة اللغة العربية في المقدمة بالنسخ التي عرضت عالميا.

## وصلات خارجية
- بوركو روسو على موقع IMDb (الإنجليزية)
- بوركو روسو على موقع ميتاكريتيك (الإنجليزية)
- بوركو روسو على موقع روتن توميتوز (الإنجليزية)
- بوركو روسو على موقع نتفليكس (الإنجليزية)
- بوركو روسو على موقع ألو سيني (الفرنسية)
- بوركو روسو على موقع Turner Classic Movies (الإنجليزية)
- بوركو روسو على موقع أول موفي (الإنجليزية)
- بوركو روسو على موقع فيلمافينيتي (الإسبانية)
- بوركو روسو على موقع قاعدة بيانات الأفلام السويدية (السويدية)
- بوركو روسو على موقع قاعدة بيانات الفيلم (الإنجليزية)